# Szkoła Nauk Ścisłych
Szkoła Nauk Ścisłych – dawna szkoła wyższa w Warszawie, obecnie autonomiczna część Wydziału Matematyczno-Przyrodniczego Uniwersytetu Kardynała Stefana Wyszyńskiego, która interdyscyplinarnie kształci studentów w zakresie matematyki, fizyki i chemii.

## Historia
Szkoła Nauk Ścisłych (SNŚ) powstała w 1993 roku jako niepaństwowa szkoła wyższa pod auspicjami instytutów Polskiej Akademii Nauk:
- Instytutem Fizyki PAN
- Instytutem Chemii Fizycznej PAN
- Centrum Fizyki Teoretycznej PAN
- Instytutem Matematycznym PAN
- Instytutu Technologii Elektronowej
- Instytutu Podstawowych Problemów Techniki PAN.

Największy udział w tworzeniu SNŚ mieli udział naukowcy z pierwszych trzech instytucji. Szkoła była uczelnią niepaństwową, założoną przez specjalnie powołaną do tego celu Fundację im. Stanisława Ulama. SNŚ, przy wsparciu Fundacji Bankowej im. Leopolda Kronenberga, wydawała w ramach Biblioteki Szkoły Nauk Ścisłych podręczniki napisane przez jej wykładowców. Pierwszym rektorem SNŚ był prof. dr hab. Jan Mostowski, zaś ostatnim -- prof. dr hab. Tadeusz Skośkiewicz. Drugim z kolei rektorem był prof. dr hab. Kazimierz Rzążewski, skąd uczelnia zyskała żartobliwe miano "uniwersytetu Jana Kazimierza", na pamiątkę po Uniwersytecie Jana Kazimierze we Lwowie. 
Studia w SNŚ składały się z 3-letnich studiów licencjackich na makrokierunku "fizyka, matematyka i chemia", zakończonych uzyskaniem tytułu licencjata w jednej z trzech specjalności:
- matematyczne modelowanie zjawisk,
- fizykochemia nowoczesnych materiałów współczesnej techniki,
- obsługa nowoczesnej aparatury.

Specjalności zmieniały się w ciągu istnienia szkoły, te pochodzą z 1996 roku.
Po ukończonych studiach 1. stopnia istniała możliwość kontynuacji nauki na studiach magisterskich w ramach fizyki, chemii i matematyki.
Jako uczelnia niepaństwowa istniała do 2001 roku, kiedy to została dołączona do Uniwersytetu Kardynała Stefana Wyszyńskiego w Warszawie (przyczyną były kłopoty finansowe; istniała również koncepcja połączenia SNŚ z Polsko-Japońską Wyższą Szkołą Technik Komputerowych w Warszawie, a nawet z Akademią Humanistyczną -- czyli powołania pierwszego niepaństwowego uniwersytetu). W tym samym roku (ale wcześniej) dostała nagrodę Złotego Indeksu tygodnika "Wprost". 
W 2001 roku, SNŚ stała się częścią Wydziału Matematyczno-Przyrodniczego na UKSW, co zostało odzwierciedlone przez dodanie do jego nazwy członu "Szkoła Nauk Ścisłych". Dołączenie SNŚ do uczelni o genezie religijej odbiło się negatywnie na postrzeganiu jej przez środowisko naukowe za prestiżową, co spowodowało spadek renomy uczelni, pomimo iż studiować może każdy bez względu na wyznawane poglądy, ulepszona i unowocześniona została infrastruktura, zachowany został ten sam model kształcenia, zajęcia i laboratoria dalej odbywają się w Instytucie Chemii Fizycznej, Instytucie Chemii Organicznej oraz Instytucie Fizyki pod okiem tych samych wybitnych polskich uczonych.

## Model kształcenia
Od 2001 roku można studiować na jednym z 3 kierunków:
- Chemia
- Fizyka
- Nauki Ścisłe, gdzie na 3. roku następuje wybór specjalności:

1) informatyka stosowana,
2) fizykochemia nowoczesnych materiałów,
3) nauczanie przedmiotów ścisłych.
Po licencjacie, studenci mogą kontynuować naukę na 2-letnich studiach magisterskich, na dowolnym kierunku oferowanym przez Wydział Matematyczno-Przyrodniczy. Szkołę Nauk Ścisłych UKSW:
- Matematyka,
- Informatyka,
- Fizyka,
- Chemia.

## Pozycje w rankingach
- I miejsce w kategorii niepaństwowych szkół niebiznesowych oraz "Złoty Indeks" w Rankingu Szkół Wyższych tygodnika "Wprost" (2001)
- VI miejsce w Rankingu Uczelni Niepaństwowych 2001 oraz III miejsce w klasyfikacji niepaństwowych uczelni uniwersyteckich dziennika "Rzeczpospolita" i miesięcznika edukacyjnego "Perspektywy"
- V miejsce w Rankingu Uczelni Niepaństwowych 2000 dziennika "Rzeczpospolita" i miesięcznika edukacyjnego "Perspektywy"